# كتيبة الجوارب الطويلة السوداء
كتيبة الجوارب الطويلة السوداء ، والمعروفة أيضاً بأصحاب الجوارب السوداء الغاضبين ، هن مجموعة من السيدات المناصرات للرئيس الأسبق والأول لجمهورية جورجيا زفياد جامساخورديا وأرملته مانانا أركفادزيجامساخورديا. في بعض الأحيان كانت المجموعة بمثابة ميليشيا مسلحة تقاتل من أجل جامساخورديا، لاسيما خلال الانقلاب الجورجى 1991-92. رافضين الاعتراف بأى حكومة شرعية منذ وفاة جامساخورديا في ديسمبر 1993، شاركت المجموعة أحياناً كثيرة في احتجاجات عامة ضد إدارتى شيفردنادزه وساكاشفيلي.
| إسم آخر:       | الغاضبات                                                   |
| البلد:         | جورجيا                                                     |
| القيادة:       | مانانا أركفادزيجامساخورديا                                 |
| المنشأ:        | 1991                                                       |
| الدوافع:       | مناصرة زفياد جامساخورديا ومعارضة الحكومات الجورجية الحالية |
| -------------- | ---------------------------------------------------------- |
| مناطق النشاط   | تبليسى                                                     |
| الوضع السياسى: | الزيفادية                                                  |
| الحالة:        | غير نشطة                                                   |

## النشاطات

### المشاركة في الحرب الأهلية بجورجيا

انخراط كتيبة الجوارب السوداء بشدة خلال الانقلاب الجورجي 1991-1992

لازال منشأ الكتيبة غير معلوم ولكن من المُرجح أنه تواجد عندما بدأ حشد النساء المؤيدات للرئيس جورجيا زفياد جامساخورديا وأرملته مانانا أركفادزيجامساخورديا خلال المظاهرات الأولى المضادة للرئيس جامساخورديا والتي شلت حركة تبليسى بسبب الميول الإستبدادية له عقب استقلال جورجيا عن الاتحاد السوفيتى في إبريل 1991. طبقاً لمنظمة هيومن رايتس واتش التابعة للامم المتحدة فإن المجموعة شاركت في محاولات إستفزازية في فترة المظاهرات المناهذة للحكومة التي قادها زعماء المعارضة في سبتمبر 1991. «فيالق من النساء في منتصف العمر يعشقن الرئيس» كما تم وصفهم يُقال إن معظم النساء يأتين من منطقة مينغريليا غرب جورجيا، موطن جورجيازفياد جامساخورديا.
مشاركة الكتيبة في الصراع الذي هز كيان الجمهورية في العام الأول من إستقلالها مازال جدلياً وقال عليه بعض المحللين أنه «سئ». في 22 سبتمبر 1991 وأثناء مظاهرة من المضربين عن الطعام معارضين لإستبداد جورجيازفياد جامساخورديا بجوار مبنى البرلمان الجورجى بجادة روستافالى قامت القوات الحكومية بفض الحشود عن طريق العنف. طبقاً لشاهد عيان سجلت منظمة هيومان رايتس واتش شهادته يُعتبر هذا الوقت هو الذي شاركت كتيبة الجوارب السوداء علناً وتم تسميتهم «الغاضبات» في تقرير المنظمة.
القوات الحكومية كانت بقيادة وزير الداخلية الجورجى، ديلار خوبالينى، ومُدعم بحاشيته و100 رجل من المخابرات يرتدون ملابس عادية بالإضافة إلى 50 رجل حراسة و100 رجل من الميليشيات. تم إستكمال هذة القوات المسلحة بحوالى 200 شخص مناصر لجامساخورديا  المدعوين أيضاً «الغاضبات» (سيدات مناصرات لجامساخورديا يرتدين ملابس سوداء ويهاجمن نقاد الرئيس) حوالى 40 عضو من الحزب الديمقراطى الجديد جلسوا لحماية أنفسهم من الهجوم.
من 22 ديسمبر 1991 إلى 6 يناير 1992 لجأ الرئيس جامساخورديا وحكومته إلى أسفل مبنى البرلمان أدى إلى انقلاب مدمر تم تسميته «حرب تبليسى». أثناء النزاع الذي أدى إلى مقتل على الأقل 113 شخص؛ ذكرت إحدى وسائل الإعلام الروسية انترفاكس أن كتيبة الجوارب السوداء كانت واحدة من الجماعات المسؤولة عن حماية الرئيس مدعيةً أن 300 – 500 من حراس الرئيس هن أ‘ضاء مسلحات من الكتيبة. عقب الانقلاب، تم الإطاحة بجامساخورديا وتولى السلطة مجلس عسكرى إلى أن تولى إدوارد تشيفاردنادز الرئاسة.

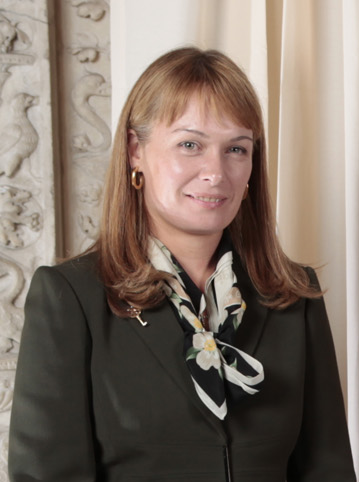
في عام 2005 ، تعرضت السيدة الأولى ساندرا رويلوف للهجوم من قبل المتظاهرين من كتيبة الجوارب السوداء

### فترة ساكاشفيلى
خففت الكتيبة من نشاطها أثناء رئاسة تشيفاردنادز لكن ظهرت مرة أخرى بدون أسلحة بعد الثورة الوردية عام 2003 التي أوصلت ميخائيل ساكاشفيلى للسلطة بعد الإطاحة بإدوارد تشيفاردنادز بشكل سلمى الا أن عدم وجود تهم جنائية ضد الرئيس   الأسبق والرأفة به من  الرئيس الجديد لم تصلح بين الكتيبة والحكومة الجديدة إذ أنهم قاموا باحتجاجات احياناً أمام منزل تشيفاردنادز في تبليسي وفي إحدى هذة المظاهرات يُقال أن المتظاهرين رددوا «هو مجرم، لم يجب أن يكون رجلاً حرا فهو وحلفائه لابد من محاكمتهم بسبب الجرائم التي ارتكبوها بالإطاحة بالحكومة الشرعية في 1991 ثم قتل جامساخورديا».
في إبريل 2005، خلال إحياء ذكرى لأحداث إطلاق النار في 9 أبريل 1989 من القوات السوفيتية على المحتجين الجورجيين في تبليسى قام أعضاء الكتيبة بقيادة  مانانا أركفادزيجامساخورديا بمظاهرة لمنع ساندرا رويلوفز زوجة ساكاشفيلى من تقديم التحية للضحايا حيث قُمن بمحاصرة السيدة الأولى حتى تدخلت الشرطة.
في نوفمبر 2009 نظمت الكتيبة احتجاجات للمطالبة بإطلاق سراح تسوتن جامساخورديا المتهم بالتخطيط لقتل جاره.

### منذ عام 2013
منذ وصول الحلم الجيورجى للسلطة في الجمهورية البرلمانية الجديدة وقد قلت نشاطات الكتيبة بشكل ملحوظ. المظاهرة الكبرى الأخيرة التي نظمتها المجموعة كانت بعد موت إدوارد تشيفاردنادز في يوليو 2014 بفترة قصيرة حيث قامت المجموعة بقيادة مانانا أركفادزيجامساخورديا بالوقوف أمام منزل الرئيس المتوفى الأسبق والصراخ بهتافات ضد تشيفاردنادز. من عام 2019 لم يُسجل أي تجمع للكتيبة.

## الرؤية السياسية
بالرغم من عدم وجود ايدولوجية بالكتيبة إلا انها تدعم الزيفايادية وهو مصطلح يصف الانحياز نحو الرئيس الراحل جورجيازفياد جامساخورديا مما وضع المجموعة في فئة التطرف المتشدد القومى والاعتراض الشديد تجاه حكم إدوارد تشيفاردنادز، الذي كان ينظر إليه على أنه أحد العقول المدبرة للانقلاب الجيورجى 91-92 . بسبب عدم وجود مركزية للكتيبة فهناك تفاصيل بسيطة جدا عن هوية أو اهداف الكتيبة حاليا.
لم تعترف الكتيبة أبداً بالإطاحة للرئيس جامساخورديا وظلت تعتبره الرئيس الجيورجى حتى وفاته في 31 ديسمبر 1993 وإعتبرت المجموعة منصب الرئاسة  شاغراً (مما أدى إلى رفض شرعية الرئيس تشيفاردنادز وخلفائه) بالمقابل، اعتبرت المجموعة مانانا أركفادزيجامساخورديا أرملة جورجيازفياد جامساخورديا رئيساً للوزراء حتى اختارن الاعتراف بنتائج الانتخابات الرئاسية المستقبلية ولا يوجد أي دليل على اعتراف المجموعة بأى أشخاص آخرين كأعضاء
«الحكومة البديلة».

## الرؤية المجتمعية
يرى المجتمع الجيورجى كتيبة الجوارب السوداء بشكل سلبى ويصفها بعض الخبراء السياسين بالسيئة، المتعصبة والمُحرضة وقد فشلن في حشد دعم كبير عبر السنوات وهم آخر معاقل الزيفادية في جورجيا اليوم.
مصطلح «كتيبة الجوارب السوداء» أو «الجوارب السوداء» هو ليس الاسم الرسمى للمجموعة  بل تم إستخدامه للتحقير والإستهزاء بملابس النساء المناصرات لجامساخورديا.
الجماعات النسائية الناشطة التي حاربت من اجل استقلال الشيشان خلال فترة حكم جوهر دوداييف الشيشان لجمهورية إيشكريا الشيشانية يقال أنهن أستلهمن عملهن من الكتيبة والجدير بالذكر أن جورجيازفياد جامساخورديا مضى جزء من فترة نفيه في جروزنى حيث أصبح صديقا ومستشارا لدوداييف